# Pawłowicze (przystanek kolejowy)
Pawłowicze (biał. Паўлавічы, ros. Павловичи) – przystanek kolejowy w miejscowości Pawłowicze, w rejonie bereskim, w obwodzie brzeskim, na Białorusi. Leży na linii Moskwa - Mińsk - Brześć.